# أنمي ومانغا الأطفال
أنمي ومانغا الأطفال والمعروفة باسم كودوموكي (باليابانية: 子 供 向 け، بالروماجي: Kodomomuke) هو مصطلح ياباني يعني حرفيا «مانغا أو أنيمي موجه للأطفال بعمر 5 إلى 12 سنة». مانغا الأطفال معروفة أيضا بكلمة «كودوموكي» والتي تعني «الطفل». هذه القصص غالبا ما تكون هادفة ، وتعلم الأطفال السلوك السليم والقويم في الحياة. والمسلسلات عادة ما تكون منفردة، أو غير العرضية مثل. عبقور(دورايمون)  التي كتبها فوجيكو فوجيو هو واحد من أكثر الأمثلة وضوحا لهذا النوع من الأنمي/المانغا

## التاريخ
بدأ هذا النوع في أواخر القرن 19  بأصدار مانغا قصيرة، مكونة من 15 صفحة، تلحق في المجلات.  كمحاولة في عصر ميجي للتشجيع على القراءة والكتابة بين الشباب الياباني. وقد تعد سبباً رئيسيا في شعبية الرسوم المتحركة اليابانية وبذرة لإبتكار استرو بوي(Astro boy) ، من قبل أوسامو تيزوكا، الذي يعتبر أب الرسوم المتحركة اليابانية.
ويمكن تقسيم أنمي الأطفال والمانغا إلى أربع فئات: 
الفئة الأولى هي أنمي والمانغا المقتبس من القصص الغربية. ومن الأمثلة على مسرح التحفة العالمية. معظمهم من المسلسلات التلفزيونية. على الرغم من كونها شعبية، فهي أقل تمثيلا من أنمي اليابانية التقليدية. بدلا من ذلك، على غرار ما بعد الرسوم الكاريكاتورية الأمريكية أو السوفيتية الكلاسيكية.
الفئة الثانية هي الأعمال اليابانية الاصيلة. حيث يراعى فيها الالتزام بالثقافة اليابانية. حيث يستخدمون تعابير لغوية وإشارات من المجتمع الياباني قد تكون صعبة الفهم للمشاهد الغير ياباني. من امثلتها ماركو الصغيرة.وقد تحتوي هذه الأعمال على عناصر الشونين.
والفئة الثالثة هي أنمي الكاواي، الرائج بين الفتيات في سن المراهقة. ومن الأمثلة هالو كيتي(Hello kitty) وزجاجة الجنية. وهناك فئة أخرى التي هي أقرب إلى الشونين ومن امثلتها انمي بوكيمون(Pokémon) . فهذه الفئة ذات غرض ترويجي لسوق ألعاب الفيديو والتجميعات الخاصة، ولها الفضل في النجاح التجاري الكبير للمنتجات المتعلقة بها.
مجلات مثل CoroCoro، نشرت لأول مرة من قبل شوغاكوكان، تستهدف في المقام الأول الصبية الصغار، وخاصة طلاب المرحلة الابتدائية.وايضا مجلة كودانشا كوميك بونبون التي تنشر مانغا الأطفال أيضًا. والتي تنشر شهرياً في اليابان. تم اختراع مانغا الأطفال الشعبية أيضا باسم أنمي ويترافق مع مجموعة كبيرة من البضائع. على الرغم من أنه يستهدف الأطفال، لكن له جمهور بين الفئات العمرية الأكبر. وبالمثل انميات الشوجو ، مثل طوكيو ميو ميو أو شوجو شارا، ذات الشعبية بين جمهور ما قبل المراهقة.

## الجوائز
جائزة شوغاكوكان للمانغا السنوية وجائزة كودانشا للمانغا كلاهما يتضمنان فئة مانغا الأطفال. وشملت جائزة شوغاكوكان المانغا أول فئة لمانغا الأطفال في عام 1981.